# 53 (număr)
53 (cincizeci și trei, pronunțat în tempo rapid și cinzeci și trei) este numărul natural care urmează după 52 și este urmat de 54.

## În matematică
53:
- Este al 16-lea număr prim. Este un prim bun,[2][3] un prim echilibrat,[4][5] un prim Eisenstein, un prim Euler,[6][7] un prim izolat,[8] un număr prim Labos,[9][10] un prim Pell,[11][12] un prim Sophie Germain[13] și un prim trunchiabil[14] atât la stânga cât și la dreapta[15] și restricționat la dreapta[16].
- Suma primelor 53 de numere prime este 5830, număr care este divizibil cu 53, proprietate care este întâlnită doar la alte câteva numere.[17][18]
- Scris în baza de numerație hexadecimală, 53 este 35, deci exact inversul său față de reprezentarea decimală. Patru multipli ai acestui număr mai prezintă această proprietate: 371 = 17316, 5141 = 141516, 99481 = 1849916 și 8520280 = 082025816. În afara numerelor decimale formate dintr-o singură cifră, niciun alt număr nu are această proprietate.[19]
- Este un autonumăr (număr columbian), deoarece nu poate fi exprimat ca suma dintre orice număr întreg și cifrele acestui număr în baza 10.[20]
- Este un număr Størmer.[21][22]

## În știință
- Este numărul atomic al iodului.[23]

### Astronomie

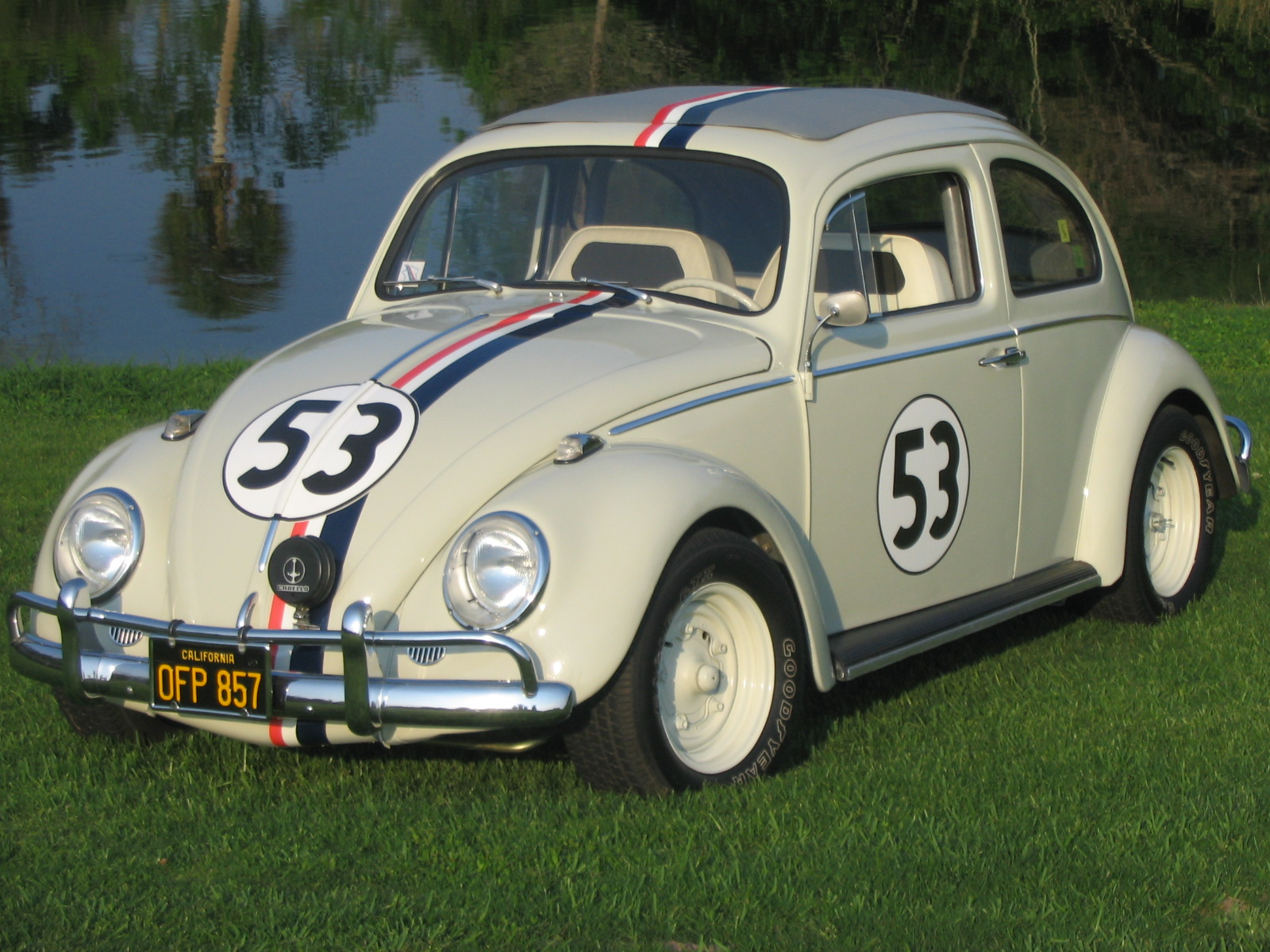
Mașina Herbie

- NGC 53 este o galaxie spirală barată în constelația Tucanul.
- Messier 53 este un roi globular din constelația Părul Berenicei.
- 53 Kalypso este o planetă minoră.

## În alte domenii
Cincizeci și trei se poate referi la:
- Prefixul telefonic internațional al Cubei.[24]
- Este codul pentru departamentul francez Mayenne.
- Numărul ce se regăsește pe mașina fictivă Herbie, de tipul Volkswagen Beetle, din filmul The Love Bug din anul 1968.
- 53-TET este o scară sonoră.
- Este codul de țară UIC al României.[25]